# 恩根
恩根（德語：Engen，發音：[ˈɛŋən] ⓘ）是德国巴登-符腾堡州弗赖堡行政区康斯坦茨县的城市，面积70.56平方千米，2023年12月31日人口为11,431人。

## 友好城市
- 匈牙利 蓬農豪爾毛（1998年）
- 法國 特里波尔（2000年）
- 義大利 莫内利亚（2009年）